# Inseminazione artificiale
L'inseminazione artificiale è un'operazione medica di fecondazione tramite metodi di bioingegneria. È impiegata in caso di sterilità maschile o di ridotta vitalità spermatica.
Consiste nell'inserimento di sperma nell'apparato genitale femminile.

## Tipologia

### A seconda del partner
L'inseminazione artificiale si può distinguere in:
- "Omologa" o intraconiugale (AIH), quando lo sperma utilizzato proviene dal partner della donna. Tale pratica è la forma preferita dalle donne fra quelle utilizzate per combattere l'infertilità,[1] i cui risultati non sono costanti.[2] Trattamento di scelta soprattutto in caso di lieve oligoastenospermia,[3] i cui fattori prognostici positivi sono costituiti soprattutto dall'età dei soggetti coinvolti;[4]
- "Eterologa" o extraconiugale (AID), se lo sperma appartiene ad un donatore (nei casi di sterilità maschile). Vi sono alcune ipotesi in cui diventa la scelta principale come nel caso di malattie che possono essere geneticamente trasmesse dal padre o in caso di azoospermia (mancanza di spermatozoi nel liquido seminale) secretoria.[5]

### A seconda della sede in cui il liquido seminale viene immesso
A seconda della sede in cui il liquido seminale viene immesso, si possono distinguere diversi tipi di inseminazione:
- "Intrauterina" (IUI), se il trapianto di spermatozoi avviene direttamente all'interno dell'utero, attualmente è quella di maggiore scelta,[6] anche per i risultati eseguiti superiori alle altre tecniche,[7] in particolare il tipo intracervicale.[8] La tecnica è stata utilizzata per la prima volta a Londra alla fine del diciottesimo secolo, viene preferita in presenza di difetti anatomici dei sessi, casi di sterilità con eziologia sconosciuta e quando vi sono particolari anticorpi "antisperma".[9] I risultati sembrano essere migliori combinando tale pratica con la superovulazione;[10]
- "Intracervicale" (ICI), di indicazione più selettiva delle altre, ovvero da preferire quando si rende impossibile la deposizione del liquido seminale nell'area dei fornici vaginali, (quota di successo 8-12%);[11]
- "Intrauterina tuboperitoneale" (IUTPI), se viene considerata la possibilità che gli spermatozoi sopravvivano nel liquido peritoneale, rendendo condizioni preventive necessarie la normalità delle funzioni del sesso femminile. Grazie alle nuove metodiche (lavaggio degli spermatozoi) sono scongiurati i rischi legati al sistema immunitario;[12]
- "Intratubarica" (ITI), se lo sperma è immesso nelle tube. Ciò viene reso possibile con cateteri e sotto una guida monitorata (attraverso la cura ecografica). Viene preferito quando la tecnica intracervicale ha mostrato continui fallimenti.[13]

La scelta della sede dipende dalla qualità dello sperma utilizzato, in modo da favorirne la penetrazione nella cavità uterina. Per procedere all'inseminazione artificiale, sia la parete uterina che le tube della donna devono essere perfettamente integre.

## Rischi
Fra i rischi correlati a questa pratica si ritrovano aborti, malformazioni fetali, gravidanza ectopica e ovulazione multipla, mentre l'iperstimolazione ovarica, presente raramente, può essere anche eliminata.
I nascituri che derivano da queste tecniche corrono rischi significativamente maggiori di malformazioni e malattie genetiche, scarso peso alla nascita, macrosomia fetale (probabilmente dovuto a diabete gestazionale della madre), nascita prematura, morte nei primi anni di vita.

## Tecniche

### Inseminazione intracervicale
L'inseminazione artificiale intracervicale, considerata la tecnica meno invasiva, non ha necessità di alcun trattamento preventivo atto ad aumentare la mobilità degli spermatozoi (necessaria per raggiungere e fecondare l'ovocita). Viene però richiesta al soggetto donante un'astinenza sessuale di almeno 4 giorni, onde garantire una quantità di sperma sufficientemente abbondante ed una concentrazione di spermatozoi elevata. Il liquido seminale del donatore, raccolto pochi minuti prima dell'inseminazione (non oltre 20/30) mediante masturbazione manuale e successiva eiaculazione in apposito contenitore sterile, viene suddiviso in due parti: la prima (0,5 ml di liquido seminale intero) viene introdotta attraverso apposito mezzo meccanico sterile (una cannula vaginale o una pompetta urologica simile allo speculum ginecologico, in sostituzione della funzione del pene) lungo il canale cervicale; la seconda e restante parte dello sperma raccolto, più abbondante, viene depositata nella vagina. In tale procedimento, per evitare che lo sperma fuoriesca successivamente dalla vulva, si utilizza spesso una coppetta di plastica che, passate diverse ore dall'applicazione (almeno 4-6), viene rimossa. Esistono altre tecniche ma i risultati sono leggermente inferiori.

### Inseminazione intrauterina
Per quanto riguarda l'inseminazione intrauterina essa si effettua solo dopo un preventivo trattamento sugli spermatozoi del donatore che avviene o tramite lavaggio con sospensione, di facile realizzazione (la cosiddetta swim up) oppure mediante separazione degli spermatozoi su determinati gradienti (i più noti sono quelli di Percoll);  immediatamente dopo, quando la donna si trova in posizione ginecologica, attraverso una sonda (denominata di Kremer-Delafontaine) o con un altro dispositivo elettronico (detto di Markler) inseriti nella vagina, si inietta il liquido seminale trattato, direttamente nella cavità uterina, mediante operazione teleguidata su appositi monitor collegati alla strumentazione predetta. In alcuni casi, può essere necessario intervenire con una leggera anestesia locale.

## In veterinaria
L'inseminazione artificiale non riguarda soltanto gli esseri umani ma anche il resto del mondo animale, sia per quanto riguarda gli animali di compagnia come i gatti (la cui tecnica intrauterina risulta la più efficace) e quelli da allevamento, come i maiali, per aumentarne la produzione anche prestando molta attenzione alle malattie che si possono trasmettere.

## Nel mondo
L'inseminazione artificiale e in special modo quella extraconiugale ha portato diverse opinioni nei vari paesi del mondo, sia a livello legislativo che religioso:
- In Israele le tre principali religioni monoteiste mostrano pareri contrastanti con l'inseminazione artificiale da parte di donatori;[23]
- In Cina sono state introdotte nel 2001 le linee guida per le varie tecniche di fecondazione assistita, fra cui l'inseminazione artificiale eterologa, anche se i primi casi di tale procedura si riscontrano a partire dal 1980,[24] ma la maggioranza della popolazione mostra diffidenza.[25]